# 桑加省
桑加省（法語：Sangha），是剛果共和國北部的一個省份，首府韋索，該區北臨加蓬、喀麦隆與中非共和國三國，東鄰利夸拉省、南毗盆地省、西南面是西盆地省，面積55,800平方公里，下分5縣和1市，2007年人口85,738。
1. ↑  . hdi.globaldatalab.org.   [2023-08-17]. （原始内容存档于2023-08-17） （英语）.